# Gnathophis xenica
Gnathophis xenica és una espècie de peix pertanyent a la família dels còngrids.

## Descripció
- Pot arribar a fer 32 cm de llargària màxima.[5][6]

## Hàbitat
És un peix marí, demersal i de clima temperat.

## Distribució geogràfica
Es troba al Pacífic nord-occidental: el Japó.

## Observacions
És inofensiu per als humans.